# 御調ダム
御調ダム（みつぎダム）は、広島県御調町（現:尾道市）津蟹、一級河川芦田川水系御調川に建設された治水ダム。洪水調節、取水の安定化、河川環境の保全などを目的としている。